# Черепаха-Волкова Любов Олександрівна
Любо́в Олекса́ндрівна Черепа́ха-Во́лкова (* 1964) — українська важкоатлетка-гирьовик. Станом на 2023 рік — тридцятивосьмиразова чемпіонка світу. 21-разова чемпіонка України. Заслужений майстер спорту України. Заслужений майстер спорту Міжнародної конфедерації майстрів гирьового спорту; суддя міжнародної категорії Міжнародної конфедерації майстрів гирьового спорту. Володарка світових рекордів.

## Життєпис
Народилася 1964 року в Жирнові Ростовської області. Закінчила Запорізьке кооперативне училище. Гирьовим спортом почала займатися 2002 року, цілком несподівано — під час тренування зробила зауваження сину, що він неправильно робить вправу. Син попросив маму показати, як правильно підіймати гирю.
Через рік в гирьовий спорт прийшла донька Вікторія.
2005 року на Чемпіонаті світу в одній ваговій категорії змагалися Вікторія і Любов Черепаха-Волкови. Любов Черепаха встановила абсолютний рекорд світу — підняла гирю 240 разів та вперше стала чемпіонкою світу. Донька — 229 разів та посіла другу сходинку.
Є володаркою 311 спортивних медалей.
2013 року вступила відразу в три вузи: до Запорізького національного технічного університету — на спеціальність «соціальний працівник», в Класичний приватний університет — «тренер, викладач фізкультури» і в Архангельський міжнародний інститут управління — за спеціальністю «спортивний менеджмент».
У 2012 і 2013 роках проходив турнір Запорізького району на Кубок Любові Черепахи. 2014 року за її участю був проведений Кубок з гирьового спорту (серед студентів технікумів і коледжів Запорізької області).
2013 року стала лауреаткою обласного конкурсу «Господиня свого краю».
Встановила три абсолютних світових рекорди. Її ім'я занесене в Книгу рекордів Гіннесса.
Почесна громадянка Запоріжжя.
1 листопада 2018 року в Бухарі на XXVI-му Чемпіонаті світу (за версією Міжнародної федерації гирьового спорту) у ваговій категорії понад 70 кг перемогла з показником в 110 балів і стала п'ятнадцятиразовою чемпіонкою світу.
Червень 2023 — на V чемпіонаті світу з гирьового спорту в Угорщині перемогла в обох вправах — поштовх довгим циклом і ривок. Вручила свою золоту медаль чемпіонки світу командиру 23-ї бригади «Хортиця» НГУ полковнику Андрію Бєляєву.
2024 — віце-чемпіонка світу у категорії WOMAN MASTER, вправа «ривок», номінація «напівмарафон», на гирі у 12 кг